# Clan Misso
Il clan Misso è stato un sodalizio camorristico operante sul territorio della città di Napoli, più precisamente nel Rione Sanità.

## Storia
La nascita del sodalizio criminale tra le tre famiglie Misso, Pirozzi e Savarese sarebbe da datare intorno agli anni '80, con il passare degli anni i boss Tolomelli e Vastarella sono stati costretti ad abbandonare il quartiere con le loro famiglie. Lo scontro giunse al suo culmine quando nel 1998 un'autobomba organizzata dai Vastarella ferì 11 persone, nel tentativo di colpire Giulio Pirozzi. 
Il leader storico e fondatore del clan è Giuseppe Misso (Missi all'anagrafe per errore), detto 'o Nasone, dotato di un indiscusso carisma e amico fin dall'inizio della sua carriera criminale di Luigi Giuliano, legame che poi si sarebbe sciolto e avrebbe determinato una faida.
Il boss della Sanità, da sempre simpatizzante dell'estrema destra, finì anche sotto processo, ma fu poi assolto dall'accusa, per una sua presunta partecipazione alla strage del Rapido 904 nella notte del 23 dicembre 1984. Negli anni Ottanta la notizia della rapina miliardaria realizzata dal suo clan ai danni del Monte dei Pegni del Banco di Napoli fece il giro del mondo.
Nel 2005, approfittando dell'assenza di 'o Nasone scoppia un'altra sanguinosa faida nella Sanità, che ha visto come protagonista di una scissione il gruppo facente capo ad un uomo legato al clan Lo Russo: Salvatore Torino detto "'o Gassusaro".
Il clan Misso, diversamente dagli altri clan sparsi sul territorio, è specializzato in furti e rapine nelle banche, negli uffici postali e dei furgoni blindati e tra i profitti dal controllo delle cooperative di ex detenuti, dell'usura, dai falsi, dall'oro e dal controllo delle gioiellerie.
Nel breve periodo in cui è tornato in libertà Misso avrebbe raccolto intorno al proprio gruppo i capiclan dei Mazzarella e dei Sarno, che avevano chiare ragioni di odio nei confronti dell'Alleanza di Secondigliano, per un progetto di vendetta per l'omicidio della moglie, Assunta Sarno.

## Membri più importanti
- Giuseppe Misso, boss, detto 'O Nasone.
- Alfonso "Nino" Galeota, braccio destro del boss e cassiere del clan[1], ucciso il 15 marzo 1992 assieme alla moglie di Misso, Assunta Sarno[2][3][4][5]. Assieme a Misso e Giulio Pirozzi venne processato e poi assolto per la strage del Rapido 904.[6]
- Giulio Pirozzi, altro braccio destro del boss.
- Paolo Misso, fratello del boss[7].
- Umberto Misso, fratello del boss[8].
- Vito Lo Monaco, detto 'o Siciliano, ucciso il 4 marzo 1992[2][9].
- Vincenzo Pisanelli
- Antonio "Tonino" Criscuolo, ucciso da Giuseppe Dell'Aquila poco prima dell'omicidio di Vito Lo Monaco.[10]
- Franco Caccamo, di origine siciliana[11].
- Salvatore Savarese[12]
- Mario Savarese[13]
- Salvatore Mirante, ucciso nel gennaio del 2006.[14][15]
- Giuseppe Misso Junior, detto 'o Chiatto, nipote di Giuseppe Misso, figlio di Umberto Misso; collaboratore di giustizia dal 2007.[16][17][18][19]
- Emiliano Zapata Misso, nipote di Giuseppe Misso, figlio di Umberto Misso; collaboratore di giustizia dal 2007.[20][19][21]
- Michelangelo Mazza, nipote di Giuseppe Misso.[22]
- Antonio Mazza, fratello di Michelangelo Mazza e nipote di Giuseppe Misso.[22]
- Vincenzo Prestigiacomo, marito di Celeste Misso, figlia di Umberto Misso, ucciso il 30 ottobre 2006.[23][19][24]
- Mario Ferraiuolo, ucciso nel maggio del 2001 per ordine dello stesso Giuseppe Misso, che era stato da lui accusato di aver partecipato alla strage del Rapido 904.[25][26]
- Luigi Luongo, collaboratore di giustizia, accusò Misso, Galeota e Pirozzi della strage del Rapido 904.[27][28]